# 전북특별자치도남원교육지원청
전북특별자치도남원교육지원청(全北特別自治道南原敎育支援廳, Namwon Office of Education)은 전북특별자치도 남원시를 관할하는 전북특별자치도교육청 산하의 교육지원청이다.
교육장은 장학관으로 보한다.

## 산하 기관

### 초등학교
| - 남원교룡초등학교 - 금지동초등학교 - 금지초등학교 - 남원노암초등학교 - 남원도통초등학교 - 남원서원초등학교 - 남원왕치초등학교 | - 남원용성초등학교 - 남원월락초등학교 - 남원중앙초등학교 - 남원초등학교 - 대강초등학교 - 남원대산초등학교 - 덕과초등학교 | - 보절초등학교 - 사매초등학교 - 산내초등학교 - 산동초등학교 - 송동초등학교 - 수지초등학교 - 아영초등학교 | - 오동초등학교 - 운봉초등학교 - 원천초등학교 - 이백초등학교 - 인월초등학교 - 주생초등학교 |

### 중학교
| - 금지중학교 - 남원용성중학교 - 남원중학교 - 남원하늘중학교 | - 남원한빛중학교 - 대강중학교 - 보절중학교 - 산내중학교 | - 송동중학교 - 수지중학교 - 아영중학교 - 용북중학교 | - 운봉중학교 - 인월중학교 |